# Итапетинга (микрорегион)
Итапетинга (порт. Microrregião de Itapetinga) — микрорегион в Бразилии, входит в штат Баия. Составная часть мезорегиона Юго-центральная часть штата Баия. Население составляет 197 868 человек (на 2010 год). Площадь — 11 272,641 км². Плотность населения — 17,55 чел./км².

## Демография
Согласно сведениям, собранным в ходе переписи 2010 г. Национальным институтом географии и статистики (IBGE), население микрорегиона составляет:
| Полное население                             | Полное население                             | Полное население                             | Полное население                             | 197 868 |
| -------------------------------------------- | -------------------------------------------- | -------------------------------------------- | -------------------------------------------- | ------- |
| в том числе:                                 | Городское население                          | 156 312                                      | Процент городского населения, %              | 79,00   |
|                                              | Сельское население                           | 41 556                                       | Процент сельского населения, %               | 21,00   |
|                                              | Мужское население                            | 99 588                                       | Процент мужского населения, %                | 50,33   |
|                                              | Женское население                            | 98 280                                       | Процент женского населения, %                | 49,67   |
| Плотность населения, чел/км²                 | Плотность населения, чел/км²                 | Плотность населения, чел/км²                 | Плотность населения, чел/км²                 | 17,55   |
| Население микрорегиона в % к населению штата | Население микрорегиона в % к населению штата | Население микрорегиона в % к населению штата | Население микрорегиона в % к населению штата | 1,41    |

## Статистика
- Валовой внутренний продукт на 2003 год составляет 666 232 881,00 реалов (данные: Бразильский институт географии и статистики).
- Валовой внутренний продукт на душу населения на 2003 год составляет 2974,21 реала (данные: Бразильский институт географии и статистики).
- Индекс развития человеческого потенциала на 2000 год составляет 0,635 (данные: Программа развития ООН).

## Состав микрорегиона
В составе микрорегиона включены следующие муниципалитеты:
1. Энкрузильяда
2. Итамбе
3. Итапетинга
4. Итарантин
5. Итороро
6. Майкиники
7. Потирагуа
8. Рибейран-ду-Ларгу